# DBase
dBase va ser el primer sistema gestor de bases de dades (SGBD o DBMS: Data Base Management System) àmpliament utilitzat en microordinadors degut al fet de tractar-se d'un gestor de bases de dades amb el seu propi llenguatge de programació interpretat, caracteritzat per la seva simplicitat d'ús, amb comandes en anglès simple (use, find, append, list, etc.).
Les primeres versions, publicades per Ashton-Tate, van ser per a CP/M, i més tard per a Apple II, Apple Macintosh, UNIX, VMS i IBM PC sota DOS. Va ser en aquesta plataforma on, amb la seva llegendària versió III Plus, va ser un dels programes d'ordinador més venuts durant un grapat d'anys. Però dBase va ser lent en la transició a Microsoft Windows i va perdre gradualment quota de mercat enfront de competidors com Paradox, Clipper, FoxPro i, més tard, Microsoft Access.

## Història
Va ser desenvolupat per Wayne Ratliff, un jove programador dels Jet Propulsion Laboratories de la ciutat de Passadena a l'estat de Califòrnia ((EUA), que treballava en el projecte espacial Viking. Per millorar la distribució dels equips de futbol americà de l'empresa va idear un gestor de bases de dades que funcionés amb llenguatge natural. Després d'un any i nou mesos de desenvolupament, l'octubre de 1979 va llançar la primera versió, que va anomenar Vulcan.
El 1980 va ser adquirit per Ashton-Tate, amb qui es va fer una renovació total i va canviar de nom per dBase II (tot i que en realitat era una primera versió). Posteriorment van treure dBase III (ja per MS-DOS) i poc després dBase III+
A partir de mitjan dels anys 80, moltes altres empreses van començar a produir els seus propis dialectes o variacions del producte i llenguatge. D'entre aquests destaquen FoxPro (actualment Visual FoxPro), Arago, Force, dbFast, dbXL, Quicksilver, Clipper, Xbase++, FlagShip, Recital Terminal Developer, CodeBase, MultiBase i Harbour/XHarbour. Aquesta família de variacions i clònics del dBase s'anomenen, informalment, xBase.
Borland va comprar Ashton-Tate l'any 1991 i va treure encara algunes versions. El 1994 va portar dBase a l'era de Windows amb l'alliberament de dBase 5.0 per a Windows. Aquesta versió de dBase (més el seu producte germà dBase 5.0 per a DOS) era radicalment diferent dels seus predecessors. Introduïa la programació orientada a objectes (OOP). Borland encara va treure una versió d'OOP més completa de dBase (VisualdBase 5.5) el 1997.
L'any 1999 Borland va vendre'n els drets de producció a una empresa de nova formació dBase Inc.. L'any 2004 dBase Inc. va canviar el seu nom per dataBased Intelligence, Inc. que ha alliberat unes quantes versions de dBase. Visual dBase 7.5 en va ser el primer, i després va ser rebatejat com a dB2K. dB2K ha tingut quatre versions més, fins al moment.
El format de fitxer que utilitza el dBase, el .dbf, és utilitzat actualment per moltes altres aplicacions que requereixen un format simple per emmagatzemar dades estructurades.